# Tuna měrného paliva
Tuna měrného paliva (tmp) je jednotka energie používaná v energetice k porovnávání s jinými palivy s odlišnou výhřevností. Představuje energii obsaženou v jedné tuně černého uhlí o výhřevnosti 29,31 MJ/kg (resp. 29,31 GJ/t). Uplatňuje se především tam, kde se pracuje s velkými objemy reálných paliv o různé výhřevnosti. Obvyklá je ve střední Evropě, ve světě je běžnější obdobná jednotka – tuna ropného ekvivalentu (41,87 GJ). 
Jednotka tmp nepatří do soustavy SI. Podle definice měrného paliva platí 1 tmp = 29,3076 GJ = 7 000 000 kcal = 8,141 MWh = 0,7 toe (Tonne of oil equivalent – TOE nebo toe). 

## Tabulka
Tabulka níže udává množství paliva a jeho ekvivalent v tunách měrného paliva.
| Palivo                                                           | tmp                 |
| ---------------------------------------------------------------- | ------------------- |
| 1 000 kg LPG                                                     | 1,60                |
| 1 000 kg benzínu                                                 | 1,486               |
| 1 000 kg LTO                                                     | 1,443               |
| 1 000 kg ropy (= 1 toe)                                          | 1,428               |
| 1 m3 rostlinného oleje                                           | 1,224               |
| 1 000 m3 zemního plynu                                           | 1,083               |
| 1 000 kg černého uhlí                                            | 1,016               |
| 1 000 kg naftového koksu                                         | 1,000               |
| 1 000 kg koksu                                                   | 0,97                |
| 1 000 kg hnědouhelných briket                                    | 0,657               |
| 1 000 m3 koksárenského plynu                                     | 0,57                |
| 1 000 m3 bahenního plynu                                         | 0,57                |
| 1 000 kg palivového dříví                                        | 0,500               |
| 1 000 kg paliva z komunálního odpadu (Refuse Derived Fuel – RDF) | 0,375               |
| 1 000 kg hnědého uhlí                                            | 0,290               |
| 1 kg přírodního uranu (jaderné štěpení)                          | 15                  |
| 1 kg uranu-235 (jaderné štěpení)                                 | 2 700               |
| 1 kg (D + T) = He + n (jaderná fúze)                             | 12 280              |
| 1 kg antihmoty                                                   | 1 533 310           |
| 1 britská tepelná jednotka (British thermal unit – BTU)          | 0,000 000 035 997 5 |